# Аро (Ленинградская область)
А́ро (фин. Aro) — деревня в Колтушском городском поселении Всеволожского района Ленинградской области.

## История
По мнению краеведов  И. В. Венцеля и Н. Д. Солохина деревня была основана в двадцатые годы XVIII века.  Однако, деревня не упоминается в церковных регистрационных книгах Колтушского лютеранского прихода, начиная с наиболее старых из сохранившихся 1745 года и до начала XX века.
В «Списках населённых мест» деревня Аро впервые упоминается лишь в 1896 году.

 
АРОН ГАНГОС (АРО) — починок, 4 дома на церковной земле; 4 — в имении Ильиных; 1 дом собственный — Андрея Петровича Мерда; на земском тракте от Островков к селу Колтуши; 9 дворов, 19 м. п., 19 ж. п., всего 38 чел. (1896 год)

В конце XIX — начале XX века деревня административно относилась к Колтушской волости 2-го стана Шлиссельбургского уезда Санкт-Петербургской губернии. Часть населения деревни составляли переселенцы и потомки переселенцев из Финляндии, так называемые «финляндские карелы».
На карте 1909 года (съёмка 1890—1895 годов, исправления 1909 года) на месте деревни Аро отмечены безымянные выселки.
Согласно церковным регистрационным книгам Колтушского лютеранского прихода 1905—1929 годов до 1914 года деревня называлась Аронкангас, затем — Аро.

АРО — деревня Стародеревенского сельсовета, Ленинской волости, 23 хозяйства, 120 душ.

Из них: русских — 3 хозяйства, 15 душ; финнов-ингерманландцев — 20 хозяйств, 105 душ. (1926 год)

C 1926 года деревня относилась к Колтушскому финскому национальному сельсовету.
Национальный сельсовет был ликвидирован весной 1939 года.
В 1938 году население деревни составляло 122 человека, из них русских — 15 человек, финнов — 107 человек.

АРО БОЛЬШОЕ И МАЛОЕ — деревня Колтушского сельсовета, 140 чел. (1939 год)

План деревни Аро. 1939 год

В 1940 году деревня насчитывала 17 дворов, население деревни составляло 140 человек.
Во время войны в деревне располагался аэродром истребительной авиации.
До 1942 года — место компактного проживания ингерманландских финнов.
В 1958 году население деревни составляло 207 человек.
По данным 1966, 1973 и 1990 годов деревня Аро также входила в состав Колтушского сельсовета>.
В 1997 году в деревне проживали 213 человек, в 2002 году — 174 человека (русских — 74%), в 2007 году — 174.

## География
Деревня расположена в юго-западной части района на автодороге 41К-078 (Санкт-Петербург — Всеволожск).
Расстояние до административного центра поселения — 0,5 км.
Расстояние до ближайшей железнодорожной станции Заневский Пост — 10 км.
Деревня находится на Колтушской возвышенности, к югу от деревни Колтуши.

## Демография
| 2007 | 2010 | 2017 |
| ---- | ---- | ---- |
| 174  | ↗249 | ↗355 |

Национальный состав
По данным Всероссийской переписи населения 2021 года в деревне проживал 661 человек, из них:
 русские — 601, татары — 4, якуты — 4, молдаване — 3, немцы — 3, таджики — 3, украинцы — 2, финны-ингерманландцы — 2, азербайджанцы — 1, грузины — 1, чуваши — 1, другие национальности — 4 человека, остальные национальность не указали.

## Административное подчинение
- с 1 марта 1917 года — в Таврском сельсовете Колтушской волости Шлиссельбургского уезда.
- с 1 февраля 1923 года — в Стародеревенском сельсовете Ленинской волости Ленинградского уезда.
- с 1 августа 1927 года — в Стародеревенском сельсовете Ленинского района Ленинградского округа.
- с 1 ноября 1928 года — в Колтушском сельсовете.
- с 1 августа 1936 года — в Колтушском сельсовете Всеволожского района[14].

## Улицы
Верности, Короткая, Лесной переулок, Луговая, Мелиораторов, Набережная, Нагорная, Надежды, Озёрная, Ольховый переулок, Полевая, Полевой переулок, Солнечная, Тихий переулок, Чудесная.

## Прочее
Деревня закреплена за МОУ «Колтушская средняя общеобразовательная школа им. ак. И. П. Павлова».